# العلاقات الصومالية الكينية
العلاقات الصومالية الكينية هي العلاقات الثنائية التي تجمع بين الصومال وكينيا. قطعت الصومال علاقاتها مع كينيا في ديسمبر 2020.

## مقارنة بين البلدين
هذه مقارنة عامة ومرجعية للدولتين:
| وجه المقارنة                                              | الصومال                        | كينيا                         |
| --------------------------------------------------------- | ------------------------------ | ----------------------------- |
| المساحة (كم2)                                             | 637.66 ألف                     | 581.31 ألف                    |
| عدد السكان (نسمة)                                         | 14.74 مليون                    | 48.47 مليون                   |
| الكثافة السكانية (ن./كم²)                                 | 23.12                          | 83.38                         |
| العاصمة                                                   | مقديشو                         | نيروبي                        |
| اللغة الرسمية                                             | اللغة الصومالية، اللغة العربية | اللغة السواحلية، لغة إنجليزية |
| العملة                                                    | شلن صومالي                     | شيلينغ كيني                   |
| الناتج المحلي الإجمالي (بليون دولار)                      | 7.37 مليار                     | 74.94 مليار                   |
| الناتج المحلي الإجمالي (تعادل القوة الشرائية) بليون دولار |                                | 142.24 مليار                  |
| الناتج المحلي الإجمالي الاسمي للفرد دولار أمريكي          | 549                            | 1.38 ألف                      |
| الناتج المحلي الإجمالي للفرد دولار أمريكي                 |                                | 2.95 ألف                      |
| مؤشر التنمية البشرية                                      |                                | 0.548                         |
| رمز المكالمات الدولي                                      | +252                           | +254                          |
| رمز الإنترنت                                              | .so                            | .ke                           |
| المنطقة الزمنية                                           | ت ع م+03:00                    | ت ع م+03:00                   |

## منظمات دولية مشتركة
يشترك البلدان في عضوية مجموعة من المنظمات الدولية، منها:
| علم المنظمة | اسم المنظمة                                 | تاريخ انضمام الصومال | تاريخ انضمام كينيا |
| ----------- | ------------------------------------------- | -------------------- | ------------------ |
|             | مؤسسة التنمية الدولية                       | 31 أغسطس 1962        | 3 فبراير 1964      |
|             | يونسكو                                      | 15 نوفمبر 1960       | 7 أبريل 1964       |
|             | الأمم المتحدة                               | 20 سبتمبر 1960       | 16 ديسمبر 1963     |
|             | مجموعة دول أفريقيا والكاريبي والمحيط الهادئ | ?                    | ?                  |
|             | الفريق المعني برصد الأرض                    | ?                    | ?                  |
|             | الاتحاد البريدي العالمي                     | ?                    | ?                  |
|             | البنك الدولي للإنشاء والتعمير               | 31 أغسطس 1962        | 3 فبراير 1964      |
|             | الاتحاد الدولي للاتصالات                    | 28 سبتمبر 1962       | 11 أبريل 1964      |
|             | منظمة حظر الأسلحة الكيميائية                | ?                    | ?                  |
|             | مؤسسة التمويل الدولية                       | 31 أغسطس 1962        | 3 فبراير 1964      |
|             | المركز الدولي لتسوية المنازعات الاستشارية   | 30 مارس 1968         | 2 فبراير 1967      |
|             | منظمة الشرطة الجنائية الدولية               | ?                    | ?                  |
|             | الاتحاد الأفريقي                            | ?                    | 13 ديسمبر 1963     |
|             | البنك الإفريقي للتنمية                      | ?                    | ?                  |

## وصلات خارجية
- موقع وزارة الخارجية الصومالية
- موقع وزارة الخارجية الكينية